# Archembia batesi
Archembia batesi is een insectensoort uit de familie Archembiidae, die tot de orde webspinners (Embioptera) behoort. De soort komt voor in Brazilië.
Archembia batesi is voor het eerst wetenschappelijk beschreven door MacLachlan in 1877.